# Municipio de Scandinavia (Dakota del Sur)
El municipio de Scandinavia (en inglés: Scandinavia Township) es un municipio ubicado en el condado de Deuel en el estado estadounidense de Dakota del Sur. En el año 2010 tenía una población de 208 habitantes y una densidad poblacional de 1,43 personas por km².

## Geografía
El municipio de Scandinavia se encuentra ubicado en las coordenadas 44°35′29″N 96°32′45″O / 44.59139, -96.54583. Según la Oficina del Censo de los Estados Unidos, el municipio tiene una superficie total de 145.51 km², de la cual 141,4 km² corresponden a tierra firme y (2,82 %) 4,11 km² es agua.

## Demografía
Según el censo de 2010, había 208 personas residiendo en el municipio de Scandinavia. La densidad de población era de 1,43 hab./km². De los 208 habitantes, el municipio de Scandinavia estaba compuesto por el 100 % blancos. Del total de la población el 0 % eran hispanos o latinos de cualquier raza.